# Vietcong 2
Vietcong 2 es un videojuego de disparos en primera persona táctico, desarrollado por Pterodon y 2K Czech y distribuido por 2K Games para Microsoft Windows en octubre de 2005. Está ambientado en la Guerra de Vietnam y es la secuela de Vietcong. 

## Argumento
La historia tiene lugar durante la Ofensiva del Tet en Hue. El jugador toma el papel del desilusionado soldado estadounidense del MACV Daniel Boone (llamado así por la Operación Daniel Boone del MACSOG). Boone es parte de una coalición de fuerzas internacionales de Australia, Nueva Zelanda y Canadá. El videojuego también le ofrece al jugador la capacidad de luchar en la guerra desde otra perspectiva, como un joven recluta del Vietcong que lucha antes y durante la Ofensiva del Tet. Esta campaña es desbloqueada cuando el jugador ha completado una cierta parte de la campaña estadounidense. 

## Recepción
Vietcong 2 tuvo reseñas variadas, obteniendo un promedio de 60% en GameRankings (18 puntos porcentuales menos que su predecesor).